# Лехлиу-Гарэ
Лехлиу-Гарэ (рум. Lehliu Gară) — город в Румынии, в жудеце Кэлэраши.

## История
Деревня впервые упоминается в 1853 году.
На протяжении времени административная принадлежность деревни неоднократно менялась, она входила в состав разных регионов.
18 апреля 1989 года Лехлиу-Гарэ получает статус города.

## Население
Население (2011) — 6072 человек. По данным переписи 2011 года, 84,45% населения составляли румыны, 15,36% — цыгане и 0,19% — другие народы.